# Fjällhedsspindling
Fjällhedsspindling (Cortinarius favrei) är en svampart som beskrevs av D.M. Hend. 1958. Cortinarius favrei ingår i släktet Cortinarius och familjen spindlingar.   Inga underarter finns listade i Catalogue of Life.
I den svenska databasen Dyntaxa används istället namnet Cortinarius alpinus för samma taxon.  Arten är reproducerande i Sverige.